# Rossas (Arouca)
Rossas is een plaats (freguesia) in de Portugese gemeente Arouca en telt 1 693 inwoners (2001).